# Serravalle (Varano de' Melegari)
Serravalle è una piccola frazione del comune di Varano de' Melegari, in provincia di Parma.
La località, chiamata anche Serravalle Ceno dal nome del fiume che le scorre a fianco, dista 4,51 km dal capoluogo comunale.

## Storia
La zona di Serravalle risultava abitata probabilmente già verso il III secolo a.C., come testimoniato dal ritrovamento di alcuni reperti dei Liguri e dei Celti.
In epoca romana vi sorse quasi sicuramente un piccolo insediamento, come dimostrato dal rinvenimento nel 1849 di un'ara votiva in marmo bianco di Carrara, forse d'età imperiale, murata all'interno di una parete del battistero medievale; l'oggetto, in seguito rimosso ed esposto nel museo archeologico nazionale di Parma, fu realizzato quale ex-voto in ringraziamento alla dea Diana da un membro della gens Vibullia; per questo motivo gli studiosi ritengono che la pieve di San Lorenzo sia stata edificata sul luogo di un preesistente tempio pagano dedicato alla dea, probabilmente tra il X e l'XI secolo, epoca in cui fu costruito il vicino battistero, anche se alcuni storici tendono ad anticipare la data della sua fondazione all'VIII o al IX secolo.
Il primo documento che menzioni l'antica Velium o Velio risale tuttavia soltanto al 953, mentre la testimonianza più remota dell'esistenza della chiesa è databile al 1005.
Nel 1141 i marchesi Pallavicino, feudatari di Varano de' Melegari, costruirono non lontano dalla pieve un castello, al confine tra i territori posti sotto il controllo dei comuni di Parma e Piacenza; durante gli scontri con Obizzo I d'Este e i Pallavicino, il maniero fu conquistato e distrutto tra il 1195 e il 1197 dai parmigiani, che decretarono di non ricostruire più alcuna fortificazione a Serravalle.
Nel 1249 l'imperatore del Sacro Romano Impero Federico II di Svevia assegnò il feudo al marchese Oberto II Pallavicino; l'investitura su Serravalle fu confermata nel 1395 a Niccolò Pallavicino dall'imperatore Venceslao di Lussemburgo, unitamente ai feudi di Busseto, Borgo San Donnino, Solignano, Ravarano, Monte Palerio, Tabiano, Bargone, Pietramogolana, Parola, Castelvecchio di Soragna e Soragna.
Nel XIV secolo un violento terremoto colpì Serravalle, causando il crollo dell'antica pieve, che fu in seguito riedificata.
Nel 1406 le truppe di Ottobuono de' Terzi assalirono il ricostruito castello di Serravalle, incendiandolo e distruggendolo.
Nel 1428 il duca di Milano Filippo Maria Visconti inviò le sue truppe, guidate dal capitano di ventura Niccolò Piccinino, contro Manfredo Pallavicino, assaltandone il castello di Pellegrino; il marchese fu arrestato e costretto sotto tortura a confessare di aver congiurato contro il duca, che lo condannò a morte e confiscò tutti i feudi, comprendenti Pellegrino, Vianino, Varano de' Melegari, Serravalle, Mariano, Montesalso, Riviano e Pietramogolana, per assegnarli al Piccinino.
Nel 1512 il papa Giulio II, in seguito all'annessione allo Stato della Chiesa dei territori di Parma e Piacenza, restituì Serravalle all'autorità di Parma.

## Monumenti e luoghi d'interesse

### Pieve di San Lorenzo

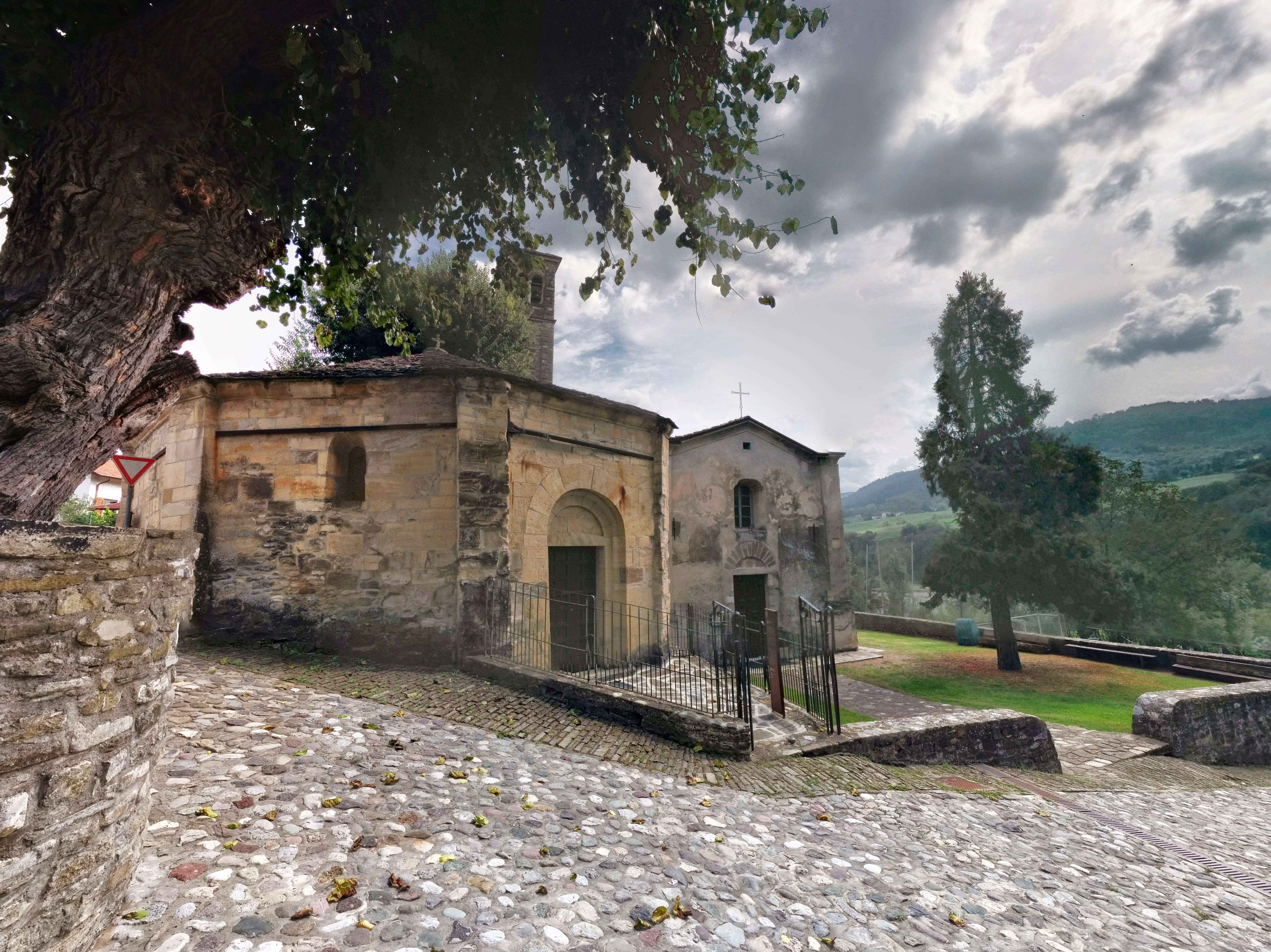
Battistero della pieve di San Lorenzo

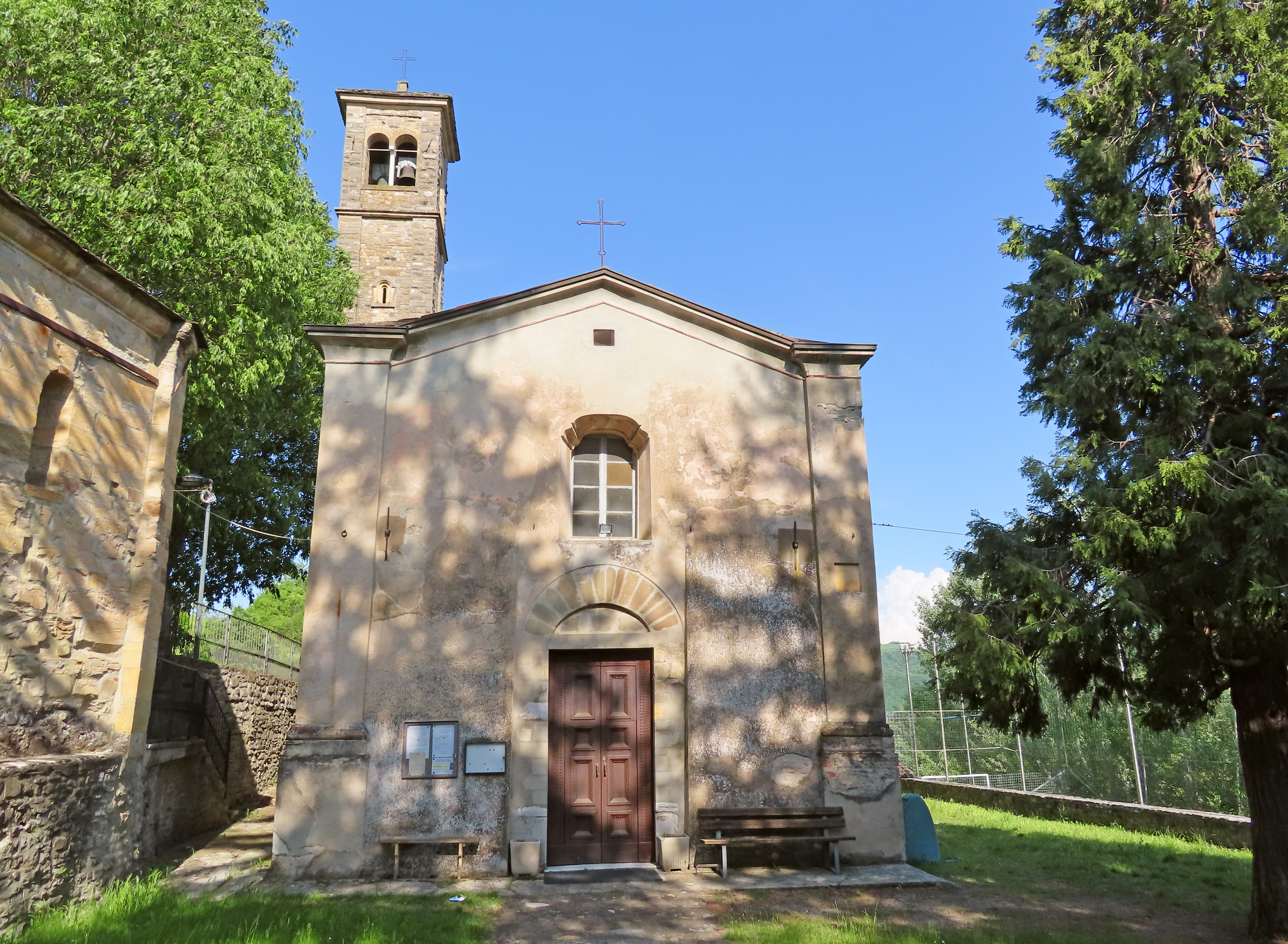
Facciata della pieve di San Lorenzo

La chiesa di San Lorenzo è l'unica pieve della provincia di Parma a possedere un edificio indipendente adibito appositamente a battistero, oggi considerato il monumento religioso più antico di tutto il Parmense. Il tempio originario, costruito forse in epoca longobarda, fu ricostruito nel XIV secolo e successivamente parzialmente ristrutturato nelle forme attuali tra il 1796 e il 1814. Il vicino battistero a pianta ottagonale, rivestito interamente in conci squadrati di arenaria, è decorato sugli spigoli esterni con lesene d'ordine tuscanico; all'interno gli angoli sono scanditi dall'alternanza di pilastri e semicolonne, una delle quali è coronata da un capitello arricchito da due sculture raffiguranti un volto e un uccello, dai tratti antelamici; l'altare marmoreo poggia su due piedritti di reimpiego risalenti all'età longobarda, ornati con bassorilievi.

### Castello
Edificato nel 1141 dai Pallavicino, il castello fu conquistato e demolito nel 1197 dal Comune di Parma; successivamente ricostruito dai Pallavicino, fu definitivamente distrutto da Ottobuono de' Terzi nel 1406; oggi ne rimangono soltanto pochissime tracce sullo sperone panoramico in aggetto sulla vallata.